# 潮州君皇
潮州君皇為台灣布袋戲木偶雕刻師名號。

## 簡介
- 為邱育麟、邱明薪兄弟二人組成。
- 邱育麟自十六歲開始就已經隨著潮州蘇家班開始野台戲的演藝生涯，

對傳統的野台戲有種莫名的喜愛與狂熱，並自組正興閣布袋戲團。

## 作品風格
- 退伍之後，改走刻偶事業，受到天宇布袋戲黃文耀賞識，起用怒雨飛龍、烈風焦等重要角色。

其特色為極度明顯的輪廓。粗豪飛揚的眉骨、挺拔的鼻柱、凹凸幅度極大的眼眶、臉頰、下顎，

這種臉型，令人想起傳統的羅漢雕塑，又同時具有俊逸的俠客氣質，

在同期均以豐潤端正臉型為主的傳統戲偶中獨樹一格，開創了一種新的戲偶典型。
- 其後，潮州君皇之木偶作品也被霹靂布袋戲所採用，成為目前電視木偶代表性刻偶師之一。

潮州君皇於霹靂布袋戲中以黑衣劍少此角色一舉打破了傳統布袋戲偶的形象。

將日本動畫中西歐風格的美形精靈角色，具象化為木偶，一改布袋戲偶的觀感，

一時之間細目高鼻尖削下巴的角色蔚為風潮，在觀眾中同時引起讚賞與排斥兩種聲音。
- 自創木偶: 君皇的另一特色在於其善於雕塑「怪頭」。

非屬一般人類臉型的奇幻精靈、神佛、怪物，展現其旺盛的創作力，

地歧神為其代表性作品之一。

## 主要作品
以下名單由【無責任君皇木偶愛好會】社團整理，並同意發佈。

### 天宇系列
| 劇集               | 角色 | 備註                               |
| 天宇伏邪之九天狂龍 | 三世圓龍＊、怒雨飛龍、玉體香唇香奴、魔蠍 ( 七陰匯聚綠色版 ) | ＊君皇首顆出鏡之電視木偶           |
| 天宇劍牒           | 一劍忘齡＊ | ＊君皇首顆送至天宇之偶頭           |
| 天宇刀劍談         | 烈風焦、菩提兒、假隻眼蒼狐、洗心院後院院長、菩薩道青面武僧、墨阿官闇陀羅、傘如、劍非、聖蓮、沐塵古眷心、三眼童、巫心老怪、睿慧三偵子、中極星護衛拭靈、赤命、砂湖雙錫刀、黑刀雄                                                                             |                                    |
| 天宇鋒之殺         | 隻眼蒼狐、陸庭秋、旋刃芸、魏青圖、笑眉尊者 |                                    |
| 天宇飛雲覆月       | 江川之男飛心、夜矢鬼臨宵、馡雲、赤錦少、審候文度審、閱侯書楷閱、督侯朱督、判侯執判生、銀絨、雲瀟灑、漂湘流、夕雲開、夕風行、暴冰劍九制天、執魂僧、覆世梟、補靈手公孫日、閻羅王爪、離凡星主（刺青版）、耷釵、曲中柔                                         |                                    |
| 天宇魔航           | 龍鮶笑、秋八月（黃袍版）、秋八月（藍袍版）、秋九月、千秋意不盡、秋莘嵐、穿霞醉鳳、傳說＊、羿闓、寂淵、聖無憂、聖無愁、花中人（二代）、花中人（三代）、越三乘（二代）、禾火先生、五通大師、峭壁人狼（新版）、麟顏敬草命、佛教裁判普恩僧釋靜、竹真、水行戰士 | ＊複刻邪讀偶頭                     |
| 天宇邪傳           | 廣陵道君、律嚴道君、司徒遠（夙烈同）、越三乘（三代）、照臨仙（飛伶同）、三裁公（雲中城版）、冥華王幽彤＊、近神翼、海派浪子（三代）、影中仙、大陵星宗、藍黥鬼差客＊＊                                                                                       | ＊重粉，原刻沈春福，＊＊傘如偶頭改 |
| 天羽               | 華容嫣然、朱能秋、天關殘墜、闇流左護法、玹鈞天、頹行、波月之刀颺、闇玄法尊、蕪縱木使封天＊、希夷君、靳寒兒、天下第一俊、濟人不濟世、秋八月（黑袍版）、紀子焉                                                                                               | ＊太陽角偶頭改                     |
| 天宇傀渡論         | 朱能秋（黑衣版）、宇文少主、血淚半生盲、刀隼、摩喀爾、定江煙、死亡島鬼差客、翎、釋靈真藍髮護衛、劍蒼月、秘法蠱司（文度審改） |                                    |
| 天宇雙流變         | 弦者冉七、笑月飲、商浩山（陸庭秋改）易楓陵、刀無價、慾海明燈、養屍酆佬、小殭屍、赫連元朔、蕭瑟飛飛、紋面野魂（夕風行改）、赫連新月、一刀輪迴（司徒遠改）、浪子過山貓、太劍夫、赫連闕（古眷心改）、秋八月〔紫袍版）                                         |                                    |
| 天宇魔劫           | 毒醫恨殘年（刺青版離凡改）、秋八月（灰袍版） |                                    |

### 霹靂系列
| 劇集       | 角色 | 備註                       |
| 江湖血路   | 慾海劍真 |                            |
| 風起雲湧   | 醉劍東岳 |                            |
| 爭王記     | 穿雲豹、萬里雲梟、馭武宮主、路光明、司馬劍秋 |                            |
| 霹靂圖騰   | 黑衣劍少、天策真龍（五星版）、碧眼夜梟 |                            |
| 龍圖霸業   | 妖后、權妃、天策真龍（六星版）、天策真龍（七星版）、誅天、一字師、靈果山五猿 |                            |
| 霹靂封靈島 | 波旬、箭翊、欲蒼穹、鬼隱、四海第一家的某店員 |                            |
| 霹靂兵燹   | 犴妖神、滅輪迴、百朝臣 、金子陵、冰川孤辰、負平生 、宿文馗、紫嫣、百邑城、燕子丹、燕飛虹、絕鳴子、煙花客、風泣血、刀鬼、長河南星、司徒恨 |                            |
| 霹靂刀鋒   | 西無君、北無君、南無君、苗飛飛＊、傲刀青麟、白城輿、蒼茫荒獅、苦瓜醉不醒、百足毒仙、蟲尊厲邪天、裴元 | ＊重粉，原刻徐柄垣         |
| 萬里征途   | 旋璣子、威臨子、謬齡兒、裴千已、紫月揮虹、冰心血魄、陰陽師（男版）、三昧 |                            |
| 霹靂九皇座 | 瑪衣宮主、青衣宮主、羅衣宮主、柳湘音、段忍、塵道少、任飛揚、殷雷杭特、盈月女、羅修王、航谷風、北川煉、北川飛鴒、絹刀、廣目天、金犀武座＊、佛劍分說、沙羅、金小俠、天章聖儒、玄武真主、飛渡雙梭、夜凌、邪眼飛蹤、陌上塵、末蒼雲                                                                                             | ＊司徒恨偶頭改             |
| 闍城血印   | 七相、八識、劍子騫、傲笑紅塵、魔龍祭天、四分之三、蘇安、血琴希恩、管家維特、獨夜人、茶理王[變身版] 、姜磐嬤嬤、佛劍分說（修羅版） |                            |
| 末世錄     | 楚華容、權九江、長孫佑達＊、北辰胤、長孫太后、地理司、青蚵嫂、鬼筆神匠、煉邪師 | ＊大愚先生重粉，原刻徐柄垣 |
| 龍城聖影   | 聖蹤、長公主北辰泓、鬥虎鼎天拳、陰川蝴蝶君、吞佛童子、章袤君、皮鼓師（山豬頭版）、不望塵寰、天涯孤子八懺、犴邪、翠濃 |                            |
| 霹靂劍蹤   | 太瘦生、人邪、東方鼎立、十四玄伏天塘、鬼祚師、業途靈、駭形驕骨、骨蕭范淒涼、跛蕭樂不正、盲女月無波、無悼一人庸、吞佛童子、談無慾 |                            |
| 刀戟戡魔錄 | 赦生童子、羽人非獍、愁落暗塵、金八珍、任沉浮、天險刀藏、宮紫玄、圓兒、白髮劍者、葉小釵、醒惡者、言傾城、鬼梁飛宇、姥無艷、燕歸人、珠遺公主、異度魔君、小紅、狂龍一聲笑、破玄奇、螣邪郎、醜俠無人愛、鬼梁天下、鹿王泊寒波、斷雁西風、赤雲染、患劍、大悲文殊、太慈心、柔柔、艸芔茻、薄紅顏、先行人、雨中硯、五色妖姬、天來眼 |                            |
| 霹靂奇象   | 聞人千秋、凌滄水、七巧神駝、奈落之夜．宵、奉夜之能、楚君儀、千浮浪（昭穆尊右護法）、懷百禮（鬼梁天下暗樁）、九禍、靛羽風蓮、衛無私、六絃之首蒼、一步蓮華、襲滅天來、焰武煞(鬼梁手下)、悟僧 |                            |
| 霹靂謎城   | 匄皇彛燦天、祖祭師、冷海東郎、揹九命、越小楓、殷末蕭、紫宮昊辰、紫宮遠、紫宮星羅、陶朱朱、紫宮世家某女僕、逃山補劍缺、戒神老者、夜瀧月漩渦、一式文使、秋棠（紫宮太一之母）、楚瑩（殷芊嫿隨從）、紫宮女僕茹菀、酹醉成狂蒯獨渺、六禍蒼龍                                                                                     |                            |
| 皇龍紀     | 簫中劍、冷醉、冷霜城、無名、蕙茗、四非凡人、獸骨窟木姥姥、小猴、神魁戰武、一品皇綬、朱厭劍靈、問天譴、銀鍠黥武、梅挽香 |                            |
| 鍘龑史     | 嗜殺者、朱聞蒼日、聖閻羅王、役行者、無腸、司馬無悔、柳飛絮、禪洪筆、風樺（風飛沙母） |                            |
| 開疆記     | 神無月、六禍蒼龍（入魔版）、六禍蒼龍（教主版）、九禍（平裝版）、伏嬰師、落日飄跡、滴血飛煙、神藏繪馬、龍齋十三介、鬼藜、軒轅不敗、草一色、赭衫軍（入魔版）、巧奪天工、簫中劍（入魔版） |                            |
| 霹靂神州   | 葉小釵（入魔版）、銀鍠朱武、源武藏、不二做、滄海孤劍、太狂生、織音女、黑羽恨長風、雅僧佛公子、道隱鳳凰鳴、不死鳥漂、晴時不見荷、天狼星、幽溟、閻羅王鎖、刑道者 |                            |
| 霹靂天啟   | 宗喀爾、六銖衣、長心朱雀女帝、死神、太學主、九州一劍知、漠刀絕塵、御不凡、嘯日猋、刀無極、天刀笑劍鈍、天蚩極業 |                            |
| 刀龍傳說   | 鬍說八刀、刀無形、黃泉、天者、地者 |                            |
| 龍戰八荒   | 夜神、鬼獄邪神、禁天妖肅、寒煙翠、莎莉罕、邪說淪語、雅狄王 |                            |
| 兵甲龍痕   | 阿修羅、北冽鯨濤擎海潮、銀月貪狼、咒世主、無界尊皇(正常)、鬼薄英、盧卡、笨帝 |                            |
| 梟皇論戰   | 魔王子、葉小釵、殢無傷、易子娘、紅流邪少、妖后、黑衣劍少、靡思陀、靖滄浪 |                            |
| 聖魔戰印   | 號天窮、易春寒、他化闡提、海蟾尊 |                            |
| 問鼎天下   | 佛劍分說 |                            |
| 天競鏖鋒   | 劍布衣、六獨天缺 |                            |

### 天子系列
| 劇集   | 角色                                                           | 備註 |
| 開周記 | 姜子牙、雲中子、妲己、崔魂、妖帥、雷電子、申公豹、雷將、鳩婆婆 |      |

### 聖俠系列
| 劇集        | 角色 | 備註 |
| 01.聖俠傳奇 | 永遠不敗客、待天時、歐陽金雕、一片佛心渡萬年、半面魔相絕千古、芙蓉玉靈、逍遙君、 人海明星欲傳奇、刀皇、劍帝、脫胎換骨奇中奇、萬仙讚、不如無、雪瑩子、毀滅者、南北夫、 獨守千年歲月、莫留痕、揹劍生活的人、孤獨明劍、陸少天、變色龍、鬼愁風、文聖人、勝如來、風、 司馬鳳兒、鐵孤兒、照丹青、不記情仇莫留緣、海宮仙女冷蝴蝶、驚世如來、無解、血獅子、西門雪、 烽火路中人、邪公子、魔月 |      |
| 02.凌宵星訣 | |      |
| 03.凌宵魔印 | |      |

### 王者系列
| 劇集         | 角色                                                           | 備註 |
| 01.王者 風雲 | 文苑君皇、異域才子、睡佛刀、慕容神州、十年劍會之紫髮劍士甲、乙 |      |
| 02.王者 鋒魂 |                                                                |      |

### 神魔系列
| 劇集                      | 角色                               | 備註                   |
| 01.神魔英雄傳 之 血魔劫   | 邪郎、易水寒、冰心映紅雪、五皮郎中 | ＊易水寒似由慕容神州改 |
| 02.神魔英雄傳 之 情海魔濤 |                                    |                        |
| 03.神魔英雄傳 之 魔紀天下 |                                    |                        |

### 雲州系列
| 劇集                        | 角色 | 備註 |
| 01.雲州大儒俠 史豔文        |      |      |
| 02.苦海女神龍               |      |      |
| 03.苦海女神龍 之 霹靂城     |      |      |
| 04.苦海女神龍 之 鷹燕龍虎榜 |      |      |

### 金光系列
| 劇集                | 角色 | 備註 |
| 01.金光 霹靂 菩薩藏 |      |      |
| 02.萬教大革殺       |      |      |
| 03.金光十八龍       |      |      |
| 04.金光九天盤       |      |      |
| 05.射雕英雄傳       |      |      |
| 06.天地風雲         |      |      |
| 07.黑白龍狼傳       | 佐助 |      |
| 06.天地風雲錄       |      |      |

## 外部連結
- 無責任君皇木偶愛好會
- 潮州君皇木偶資料庫【正興閣布袋戲團】
- 君皇電視木偶列表
- 惜浪巖 布袋戲資訊站 （页面存档备份，存于）